# 1er novembre dans les chemins de fer
1er octobre 1er décembre
Chronologies thématiques
- Croisades
- Sports
- Disney

Cette page concerne les événements qui se sont déroulés un 1er novembre dans les chemins de fer.

## Événements

### XIXesiècle
- 1855. États-Unis, Missouri : Avec plus de 600 voyageurs à bord, le train mis en service pour l'ouverture de la ligne du Pacific Railroad doit franchir un pont sur la Gasconade, rivière locale, près de Saint Louis (Missouri). Le pont s'effondre au passage du train, précipitant dans la rivière la locomotive et douze des treize voitures qu'elle remorque : plus de 30 morts, des centaines de blessés[1],[2].
- 1868. Algérie : ouverture de la section Relizane-Saint-Denis-du-Sig-Oran de la ligne Alger-Oran et embranchements (PLM, réseau algerien)

### XXesiècle
- 1934. France : fermeture du Tramway d'Eu-Le Tréport-Mers.

### XXIesiècle
- 2019 : Jean-Pierre Farandou prend la présidence de la SNCF en remplacement de Guillaume Pepy[3].

## Anniversaires

### Naissances
- x

### Décès
- x